# Albertus Pictor

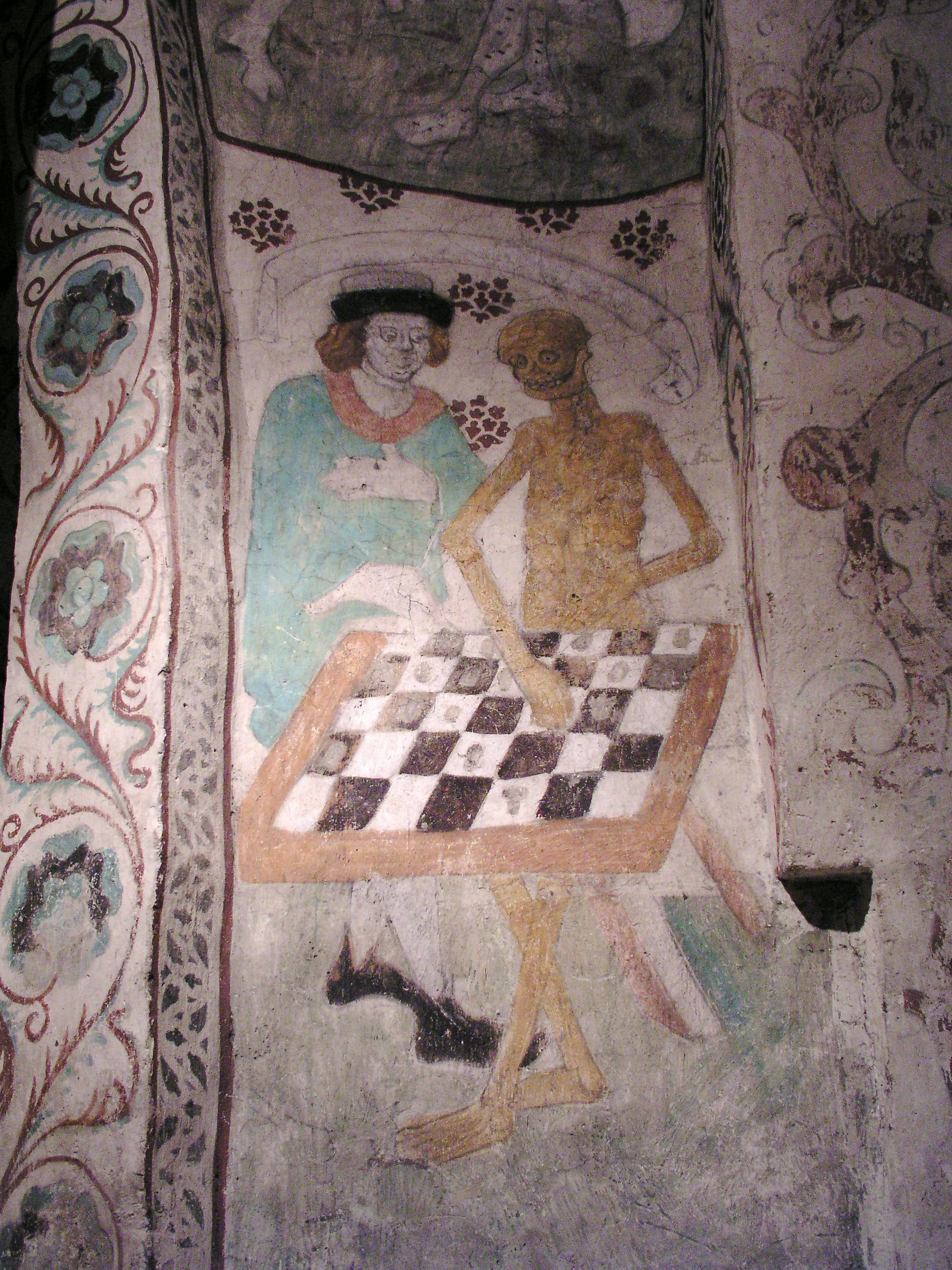
La muerte juega al ajedrez, mural de Albert Målare, en la Iglesia de Täby, Diócesis de Estocolmo, esta pintura en el parece haber inspirado a Ingmar Bergman para su célebre film El séptimo sello.

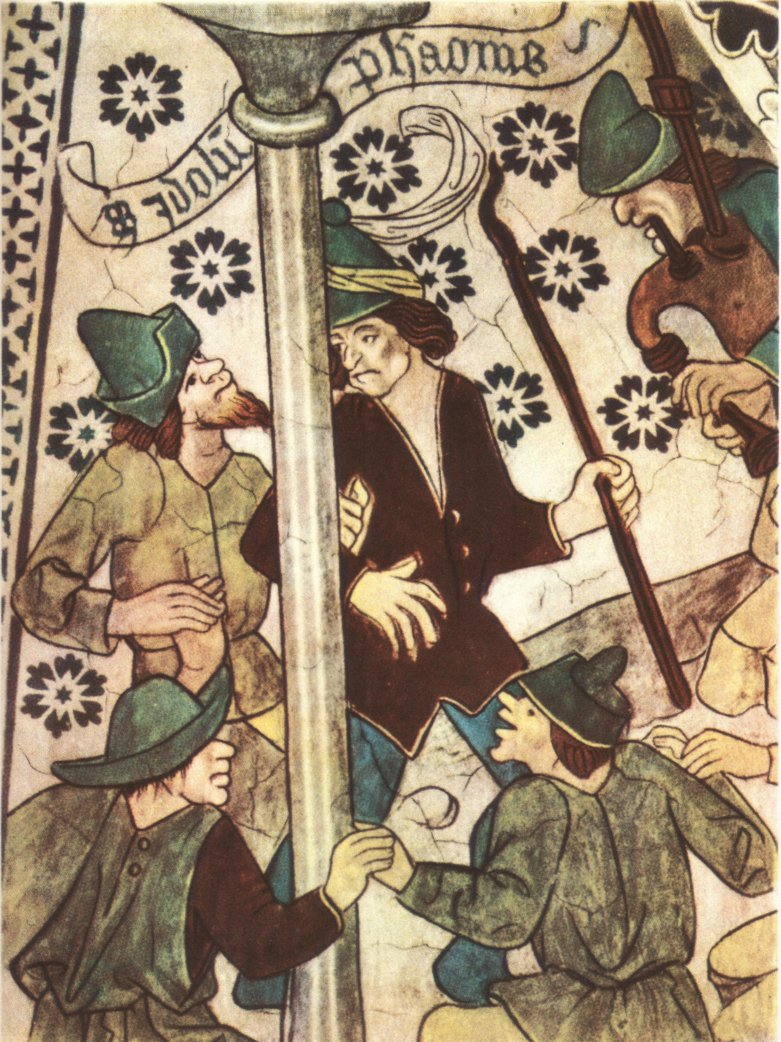
Campesinos bailando, mural de Albert Målare, en la Iglesia de Härkeberga, Uppland, fechado cerca de 1480. El mural representa la escena bíblica de la danza alrededor el buey Apis, emplazado al tope de la columna (el texto dice "Idolun pha[ra]onis"). Albert Målare pintó variaciones de esta escena en varias iglesias suecas.

Albertus Pictor ("Alberto el Pintor", nacido en Immenhausen, Hesse (Alemania), 1440 - 1507) fue un pintor medieval alemán naturalizado sueco, muy conocido en particular por sus numerosos murales en iglesias del sur y centro de Suecia. Se lo conoce en sueco como Albert Målare ("Alberto Pintor") y Albrekt Pärlstickare ("Alberto Tejedor (o enhebrador) de perlas"). Su trabajo brinda ejemplos muy representativos del imaginario medieval, y fue muy influyente sobre otros pintores.

## Biografía
Albert Målare fue inicialmente conocido como Albertus Immenhusen, en referencia a su lugar de nacimiento. Se lo encuentra por primera vez en una referencia histórica sueca en 1465, que lo describe como un ciudadano de Arboga (Västmanland). Ocho años más tarde, se lo encuentra en Estocolmo casado con la viuda de otro pintor, Johan Målare, y establecido en el viejo taller de este último en Gamla stan.
Se lo conoce como un artista versátil y prolífico, no solo como pintor sino también como organista y como artesano de costuras finas (de allí su sobrenombre de "Pärlstickare"). Tal como era la costumbre en esos tiempos, el trabajo de pintor comenzaba en la primavera y se extendía hasta el otoño; sus otras actividades musicales y decorativas se hacían durante el invierno.
En cuanto a sus pinturas, quedan todavía unos treinta frescos en varias iglesias de la región del Mälaren, unos diez de los cuales llevan su firma. Ejemplos notables son los de las iglesias siguientes: Bromma kyrka, cerca de Estocolmo, Lid kyrka en Södermanland y Täby kyrka en Täby. La referencia abajo ilustra muy bien su vida y obra tomando como ejemplo el trabajo hecho en la pequeña iglesia de Härkeberga en Uppland. 0...00.

## Influencia
El mural de Albert Målare de "La muerte juega al ajedrez" fue la inspiración para la famosa escena del caballero Antonius Block en la película "Det sjunde inseglet" ("El séptimo sello") de Ingmar Bergman (1957). De hecho, Albert Målare aparece como personaje en la película dialogando con Jöns, el escudero de Antonius Block.

## Iglesias con murales de (o atribuidos a) Albertus Pictor
- Almunge (Uppland)
- Bromma (Stockholm)
- Bälinge (Uppland)
- Danmark (Uppland)
- Dingtuna (Västmanland)
- Ed (Uppland)
- Floda (Sörmland)
- Helga Trefaldighet (Uppsala)
- Husby-Sjutolft (Uppland)
- Håbo-Tibble (Uppland)
- Härkeberga (Uppland)
- Härnevi (Uppland)
- Kalmar (Uppland)
- Kumla (Västmanland)
- Lid (Sörmland)
- Nederluleå (Norrbotten)
- Odensala (Uppland)
- S Per (Uppsala)
- Sala (Västmanland)
- Sollentuna (Uppland)
- Solna (Uppland)
- Storkyrkan (Stockholm)
- Torshälla (Sörmland)
- Täby (Uppland)
- Uppsala domkyrka (Uppland)
- Vadsbro (Sörmland)
- Vaksala (Uppland)
- Vansö (Sörmland)
- Vittinge (Uppland)
- Vårdinge (Sörmland)
- Vänge (Uppland)
- Västerås domkyrka (Västmanland)
- Yttergran (Uppland)
- Ösmo (Sörmland)
- Österunda (Uppland)
- Övergran (Uppland)